# Al-Sankari
Al-Sankari (tiếng Ả Rập: السنكري) là một ngôi làng ở Syria nằm ở phía đông của Homs thuộc quận Al-Mukharram, tỉnh Homs. Theo Cục Thống kê Trung ương Syria, Al-Sankari có dân số 3.549 trong cuộc điều tra dân số năm 2004.